# Неорганические сульфиты
Неоргани́ческие сульфи́ты — неорганические соли сернистой кислоты (H2SO3).

## Классификация сульфитов
Сульфиты делятся на два вида: 
- Средние (нормальные) сульфиты (общая формула: Mе2SO3
- Кислые (гидросульфиты) сульфиты (общая формула: MеHSO3)
(Ме — одновалентный металл).

## Свойства сульфитов

### Физические свойства
Средние сульфиты, за исключением сульфитов щелочных металлов и аммония, малорастворимы в воде, растворяются в присутствии SO2. Из кислых в свободном состоянии выделены лишь гидросульфиты щелочных металлов.

### Химические свойства
Для сульфитов в водном растворе характерны окисление до сульфа́тов и восстановление до тиосульфа́тов (Mе2S2O3).
Сернистая кислота и её соли могут проявлять как окислительные, так и восстановительные свойства.
1. Окисление сульфита натрия хлором в водной среде (повышение степени окисления серы от +4 до +6):
{\displaystyle {\mathsf {Na_{2}SO_{3}+Cl_{2}+H_{2}O\rightarrow Na_{2}SO_{4}+2HCl}}}
2. Образование тиосульфата натрия при кипячении сульфита натрия с мелко измельчённой серой (самоокисление-самовосстановление серы):
{\displaystyle {\mathsf {Na_{2}SO_{3}+S\rightarrow Na_{2}S_{2}O_{3}}}}
3. Образование пиросульфитов при нагревании гидросульфитов:
{\displaystyle {\mathsf {2NaHSO_{3}\xrightarrow {t^{o}C} Na_{2}S_{2}O_{5}+H_{2}O}}}

## Получение
Сульфиты получают взаимодействием оксида серы(IV) (SO2) с гидроксидами или карбонатами соответствующих металлов в водной среде.

## Применение
Гидросульфиты:
- Текстильная промышленность — крашение и печатание (KHSO3, NaHSO3),;
- Бумажная промышленность — получение целлюлозы из древесины [Ca(HSO3)2];
- Фотография — сульфитные проявители;
- В органическом синтезе.

Сульфит и гидросульфит кальция используются как дезинфицирующие вещества в виноделии и производстве сахара. Гидросульфит натрия используется для поглощения сероводорода из отходящих газов в промышленности.
Диоксид серы является разрешенным к применению в пищевой промышленности консервантом — E220, который тормозит ферментативное потемнение свежих овощей, картофеля, фруктов, а также замедляет образование меланоидинов. Диоксид серы, некоторые сульфиты, бисульфиты и пиросульфиты разрешены практически во всех странах для консервирования многих продуктов питания (в основном растительных).

## Методы анализа сульфитов
В пищевых продуктах диоксид серы и сульфиты определяют главным образом прямым йодометрическим титрованием.

## Примеры
- Сульфит никеля(II)
- Сульфит родия(III)
- Сульфит селена